# Interdiction de stade
Pour les articles homonymes, voir IDS.
Une interdiction de stade (IDS) est une décision juridique qui suspend l'accès de certains supporters aux enceintes sportives parce qu'ils se sont conduits de façon répréhensible durant des compétitions organisées en leurs seins. Elle vise notamment à lutter contre les violences, le hooliganisme et le racisme dans le sport, en particulier dans le football.
L'usage de fumigène peut aussi entraîner une interdiction de stade préventive ou judiciaire.

## Origine
Dans le milieu du football, le principe d'exclure des supporters d'un stade vient de l'Italie. Peu avant la coupe du monde 1990, de nombreux incidents éclatent dans et aux abords des stades : en janvier 1989, un train de supporters de Cremonese est attaqué par des supporters de Brescia occasionnant un blessé grave ; le 4 juin, un supporter de l'AS Roma décède d'une crise cardiaque après avoir été roué de coups par des supporters du Milan AC; deux semaines plus tard, un supporter de Bologne est grièvement brûlé par le jet d'un cocktail molotov d'un supporter de la Fiorentina. Le ministre de l'Intérieur italien publie une loi le 13 décembre 1989 dite « loi no 401 » relative à l'ordre public lors des manifestations sportives. Elle contient une disposition qui permet d'interdire l'accès au stade des supporteurs violents.
En France, après les incidents au parc des Princes entre des supporteurs du PSG et des CRS, la ministre des Sports, Michèle Alliot-Marie publie le  6 décembre 1993 une loi relative à la sécurité des manifestations sportives. Dans son article 42-11, est créée la peine complémentaire « d'interdiction de pénétrer dans une ou plusieurs enceintes où se déroule une manifestation sportive pour une durée qui ne peut excéder cinq ans ».

## Évolution de la législation
Le dispositif n'a cessé de se renforcer à intervalles réguliers depuis lors. Cependant, d'après L'Humanité, ce durcissement n'a pas produit les effets attendus.
Les interdictions administratives de stade (I.A.S.) ont été instaurées par la loi contre le terrorisme du 23 janvier 2006 dans son article 31 et mis en application par une circulaire du 29 août 2006.
La LOPPSI 2 double les peines minimales des IDS administratives : six mois au lieu de trois, et un an au lieu de six mois en cas de récidive. En 2016, la durée maximale passe à deux ans, et 3 ans en cas de récidive.
Les interdits de stade sont recensés dans un Fichier national des interdits de stade (FNIS) depuis septembre 2007. Ce fichier regroupe les identités des interdictions judiciaires et administratives. Les données sont conservées sur cinq ans « à compter de l'expiration de la dernière mesure prononcée ». Les données enregistrées sont relatives à la personne interdite de stade (identité, date et lieu de naissance, nationalité, adresse, photographie) et à la mesure d'interdiction (nature administrative ou judiciaire, date, durée, champ géographique, type de manifestations concernées, obligation de pointage, lieu du pointage…).
L'autorité administrative qui prononce l'interdiction de stade, peut simultanément accorder à une autorité la possibilité de convoquer la personne lors de chaque manifestation sportive, avec un an de prison en cas d'absence. En pratique, le préfet donne ainsi le droit à un commissariat de convoquer la personne condamnée lors chaque match de l'équipe locale.
Le rapport de la mission parlementaire rendu en mai 2020 par la députée et ancienne ministre Marie-George Buffet (Parti Communiste Français-GDR) et son collègue Sacha Houlié (LREM) propose une sortie de certaines dérives constatées en matière d'IAS, avec plus de transparence dans leur prononcé, leur limitation plus stricte dans le temps et dans leur cumul avec d'autres sanctions judiciaires ou commerciales, ou encore des possibilités de contestation plus effectives,,,,.

## Recours
Pour les interdictions administratives, conformément aux dispositions de l'article R 421-1 et suivant du code de justice administrative, un arrêté peut faire l'objet d'un recours contentieux devant le tribunal administratif dans un délai de 2 mois à compter de sa date de notification.